# Christmas Time Is in the Air Again
"Christmas Time Is in the Air Again" é uma canção da cantora e compositora estadunidense Mariah Carey, disponível no seu décimo terceiro álbum de estúdio, Merry Christmas II You, lançado em 2010. O álbum é o segundo de temática natalina da carreira de Carey, que escreveu a canção e a produziu em conjunto com Marc Shaiman. É uma balada natalina com influência dos gêneros jazz e gospel, concebida logo após a visita da intérprete ao Brasil com a turnê Angels Advocate, em agosto de 2010.
A faixa foi recebida de forma positiva pela crítica, e estreou na trigésima sétima posição da tabela de mais vendidas da Coreia do Sul, a Gaon Music Chart, em sua edição internacional. Foi apresentada apenas uma vez pela vocalista, em seu especial de Natal transmitido pela emissora de televisão americana ABC, intitulado Mariah Carey: Merry Christmas to You.

## Antecedentes e composição
Após a visita de Carey ao Brasil com a turnê Angels Advocate, em agosto de 2010, foi revelado que a cantora estava trabalhando em seu décimo terceiro álbum de estúdio juntamente com Marc Shaiman e Randy Jackson, compositores da Broadway. Carey declarou: "Ele [Marc Shaiman] é tão talentoso e pode ouvir os acordes [da canção] em minha cabeça."
Ao lado de Shaiman, a artista escreveu as faixas "Christmas Time Is in the Air Again", "One Child" e produziu a versão cover de "Santa Claus Is Coming to Town" para o álbum, intitulado Merry Christmas II You.
"Christmas Time Is in the Air Again" é uma balada natalina com influência dos gêneros jazz e gospel. A faixa é definida no tempo de cinquenta batidas por minuto e composta na chave de ré bemol maior. A canção segue a progressão harmônica de fá sustenido menor3 e mi maior5. A obra invoca "os sussurros clássicos de Frank Sinatra" e "a orquestra e as notas alegres de piano de Dean Martin", além de receber influência do músico Nat King Cole.

## Repercussão
"Christmas Time Is in the Air Again" foi avaliada de forma majoritariamente positiva pela crítica. Um editor do portal Just Jared avaliou a canção como "lenta, sensual e discreta". Bill Lamb do About.com, após elogiar outras canções do álbum, afirmou que a faixa foi um "tropeço". Christine Northern do Yahoo! Voices destacou-a como "suave, temperamental, e uma genial canção de aleluia, para louvar o Senhor".
Stephen Thomas Erlewine do Allmusic chamou a canção de um "destaque sentimental e meloso". Mike Diver da BBC classificou a obra como "imediata, mas perfeitamente formada". A canção foi comparada pelo The Village Voice ao single natalino de Carey "All I Want for Christmas Is You" (1994) e "The Christmas Song" de Nat King Cole (1999), ainda destacou que é a única faixa do álbum capaz de passar a magia que estas passam.

## Apresentação ao vivo
A canção foi apresentada apenas uma vez no especial de Natal Mariah Carey: Merry Christmas to You, transmitido pela emissora de televisão americana ABC. Com a performance durando dois segundos a menos que a versão original, os críticos apontaram a  sua voz ao vivo como "uma cópia do estúdio".

## Créditos de elaboração
Os profissionais envolvidos na elaboração de "Christmas Time Is in the Air Again", de acordo com o encarte acompanhante ao Merry Christmas II You, são:
| - Composição: Mariah Carey, Marc Shaiman - Produção musical: Mariah Carey, Marc Shaiman - Mixagem: Phil Tan - Mixagem adicional: Damien Lewis - Orquestra: John Richards - Condutor da orquestra: Shari Sutcliffe | - Bateria: Victor Indrizzo - Contrabaixo: Mike Valerio - Violão: George Doering - Piano: Marc Shaiman - Instrumento de percussão: Luis Conte - Concertino: Ralph Morrison |

## Desempenho nas tabelas musicais
Após o lançamento do Merry Christmas II You, a faixa ficou em atividade em toda a época natalina de 2010 e alcançou uma posição de 37 na tabela internacional de composições sul-coreana, a Gaon Music Chart.
| Tabela musical (2010)                               | Melhor posição |
| --------------------------------------------------- | -------------- |
| Coreia do Sul (Gaon Digital Singles)                | 1              |
| Coreia do Sul (Gaon International Download Singles) | 37             |
| Tabela musical (2012)                               | Melhor posição |
| Coreia do Sul (Gaon Digital Singles)                | 13             |
| Coreia do Sul (Gaon Download Singles)               | 6              |